# Liste des médaillées françaises aux championnats du monde de tumbling
La liste complète des médaillées françaises aux championnats du monde de tumbling. Seuls sont indiqués les championnats auxquels les gymnastes françaises ont obtenu au moins une médaille.
Tableau mis à jour après les championnats du monde de Tokyo en 2019.
| Lieux (Année)     | Épreuve                           | Épreuve                                                                 |
| Lieux (Année)     | Individuel                        | Par équipe                                                              |
| ----------------- | --------------------------------- | ----------------------------------------------------------------------- |
| Paris (1986)      | Sandrine Vacher Isabelle Jagueux  | · Isabelle Jagueux · Sandrine Vacher · Surya Bonaly · Corinne Robert    |
| Birmingham (1988) |                                   | pas d'information sur la composition de l'équipe                        |
| Essen (1990)      | Chrystel Robert Corinne Robert    | · Chrystel Robert · Corinne Robert · Katia Legentil · Christelle Giroud |
| Auckland (1992)   | Chrystel Robert                   | Chrystel Robert Christelle Giroud Corinne Robert                        |
| Porto (1994)      | Chrystel Robert Christelle Giroud | Chrystel Robert Christelle Giroud Corinne Robert Marie Guinet           |
| Vancouver (1996)  | Chrystel Robert                   | Chrystel Robert Marlène Bayet Melanie Avisse Karine Boucher             |
| Sydney (1998)     | Chrystel Robert                   | Chrystel Robert Marlène Bayet Melanie Avisse Karine Boucher             |
| Sun City (1999)   | Chrystel Robert Melanie Avisse    | Mélanie Avisse Chrystel Robert Mariama N'Dour Peggy Pachy               |
| Hanovre (2003)    |                                   | Delphine François Emeline Millory Marion Limbach                        |
| Eindhoven (2005)  |                                   | Delphine François Emeline Millory Marion Limbach Elisa Faure            |
| Metz (2010)       | Marine Debauve                    | non inclus au programme                                                 |
| Birmingham (2011) |                                   | Mathilde Millory Jessica Courrèges-Clercq Lauriane Lamperim             |
| Sofia (2017)      |                                   | Lauriane Lamperim Marie Deloge Léa Callon Emilie Wambote                |
| Tokyo (2019)      |                                   | Emilie Wambote Léa Callon Marie Deloge Isma Laanaya                     |